# Bureaucratie céleste
Ne doit pas être confondu avec Hiérarchie céleste.
 (novembre 2018).
Si vous disposez d'ouvrages ou d'articles de référence ou si vous connaissez des sites web de qualité traitant du thème abordé ici, merci de compléter l'article en donnant les références utiles à sa vérifiabilité et en les liant à la section « Notes et références ».

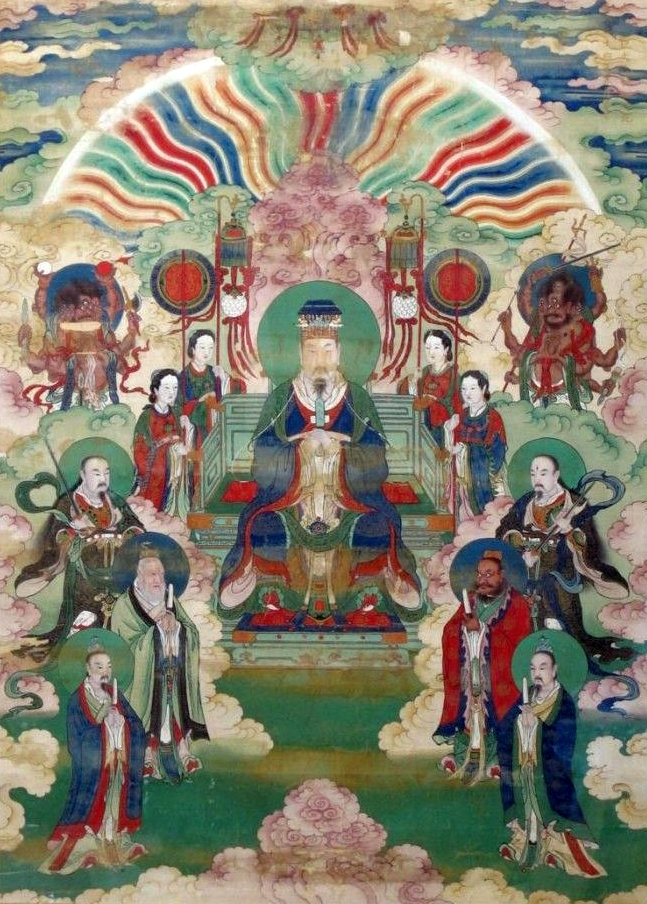
L'empereur du Ciel et sa cour céleste.

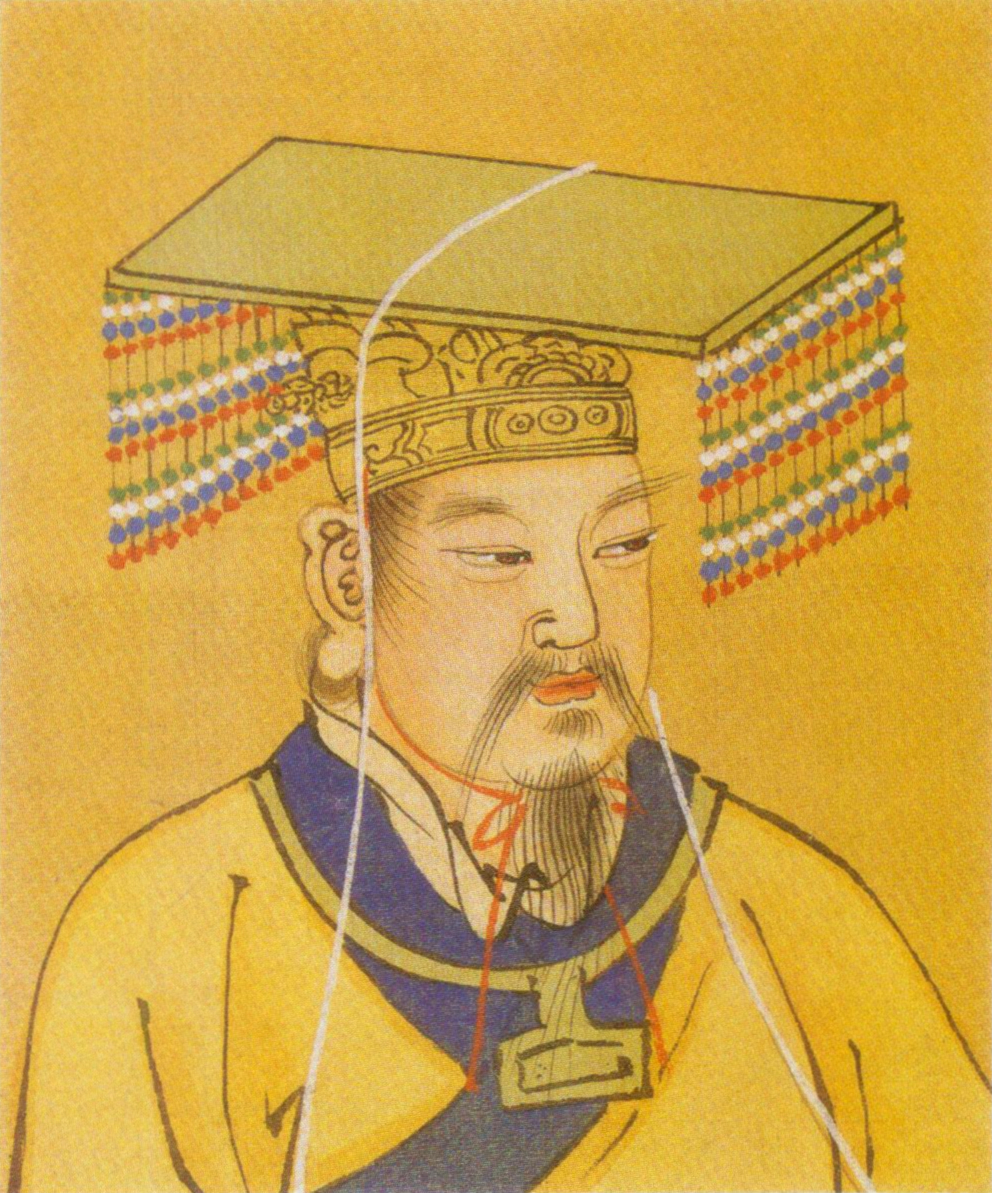
Huangdi, le premier empereur légendaire de Chine.

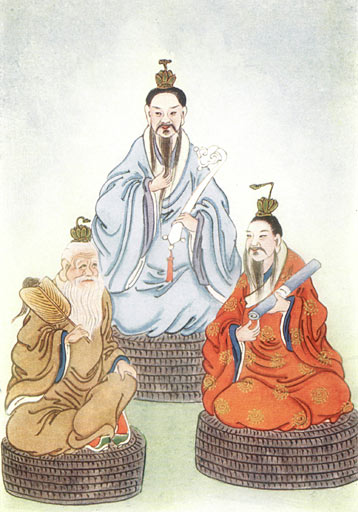
La triade taoïste, avec de gauche à droite : Taishang Laojun (Laozi), Yuanshi Tianzun et Lingbao Tianzun.

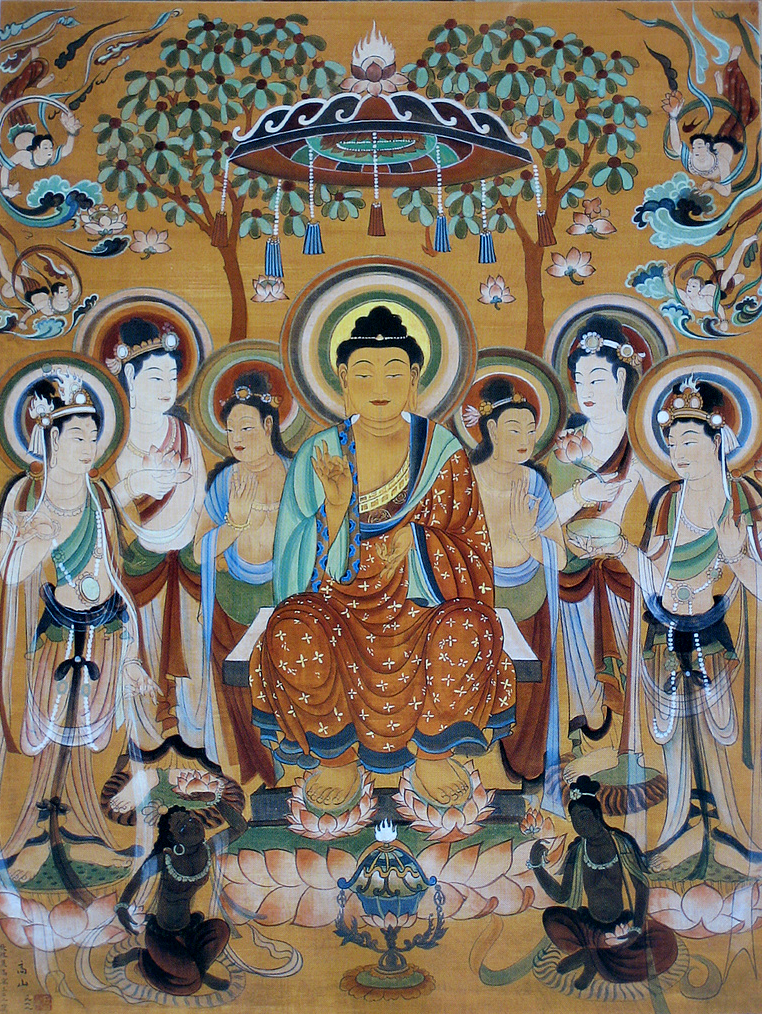
Le Bouddha entouré de Poussahs.

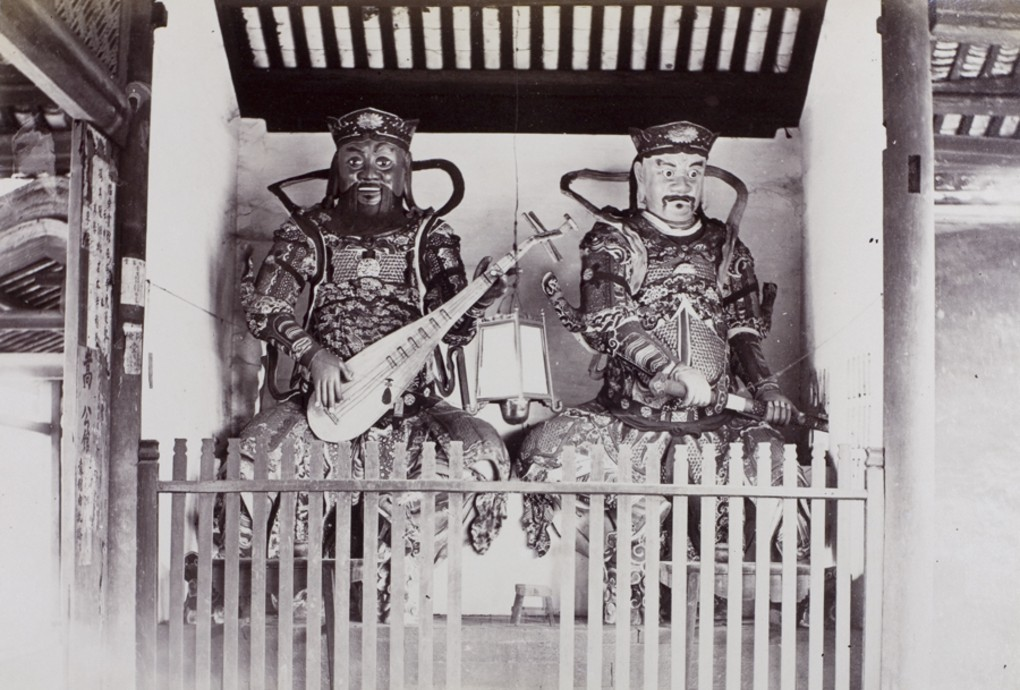
Deux des Quatre Rois Célestes.

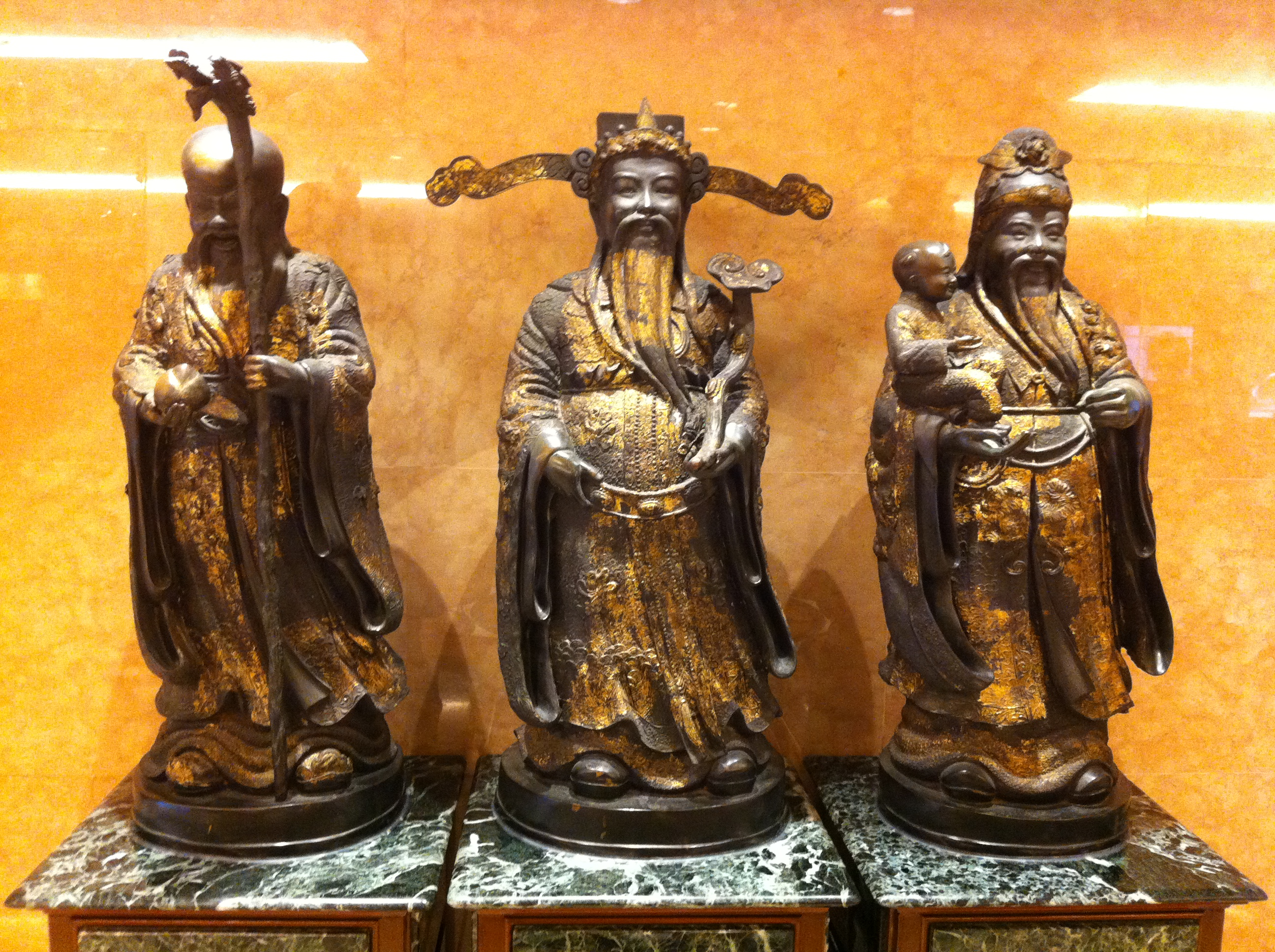
Les Trois Dieux du Bonheur.

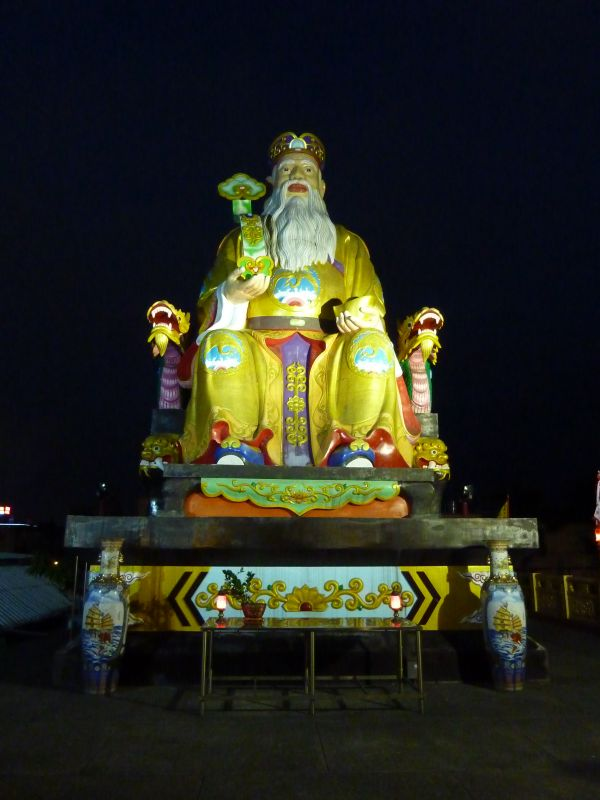
Le Dieu du Sol.

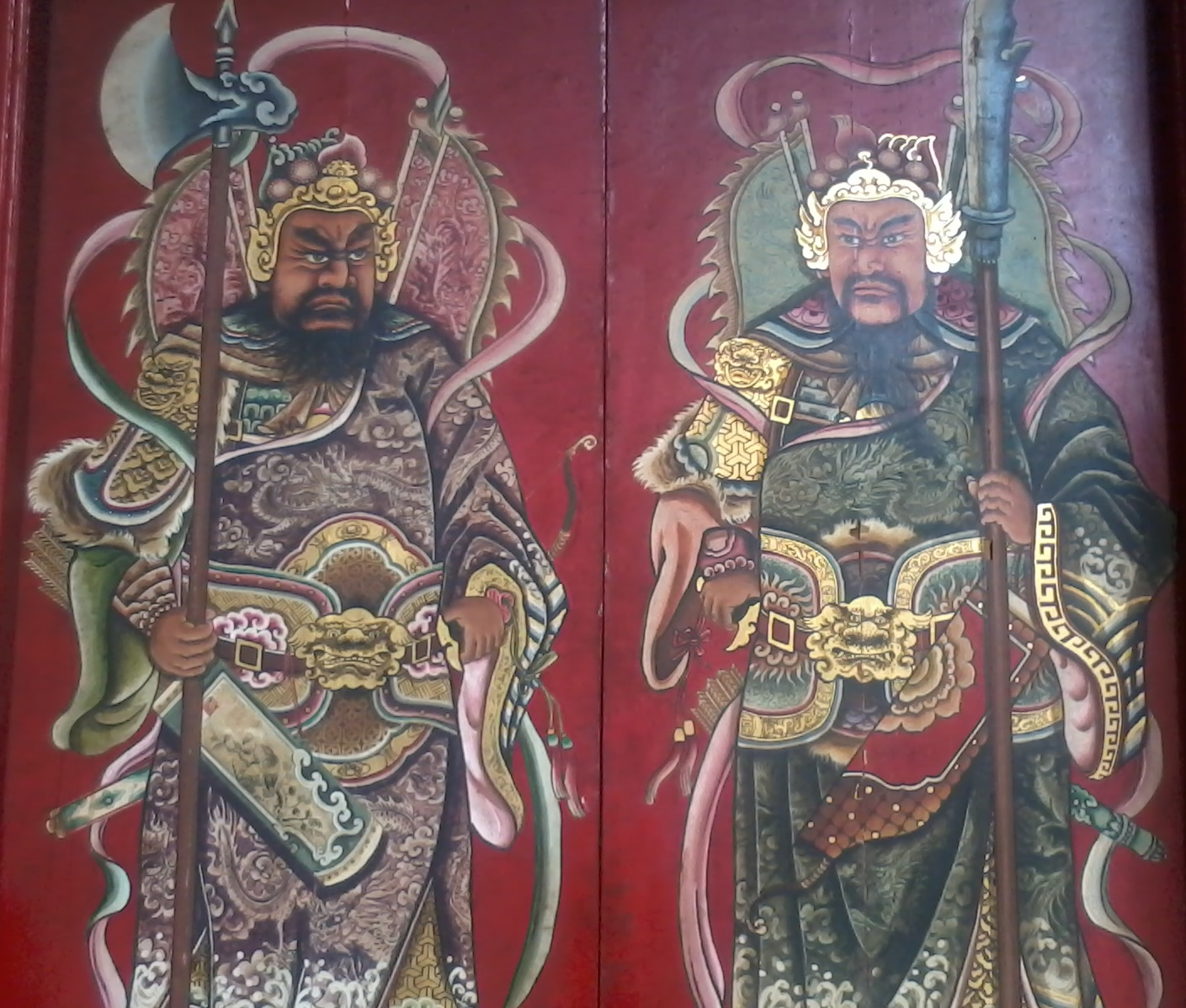
Les Dieux des Portes.

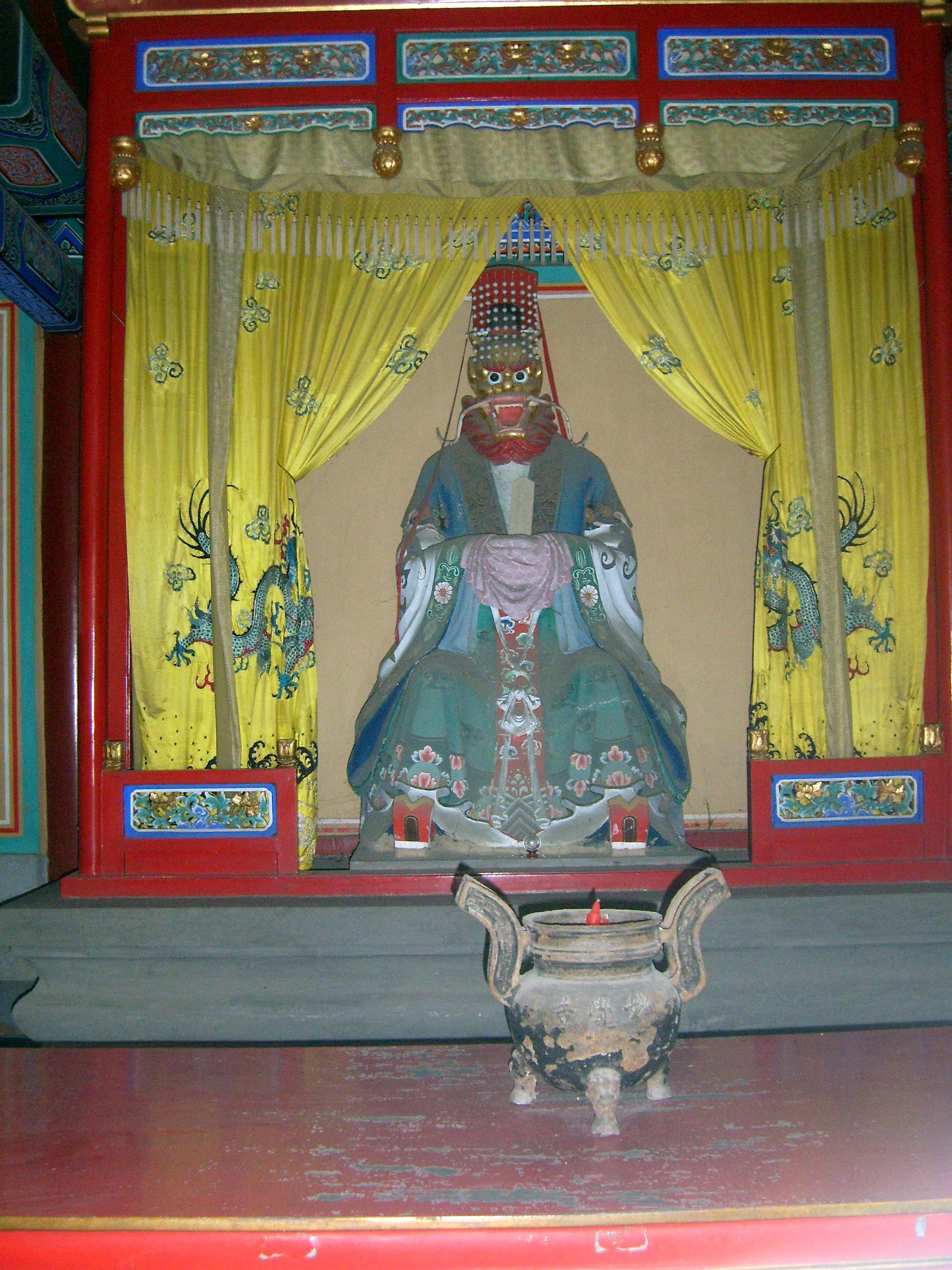
Un Roi-Dragon Longwang.

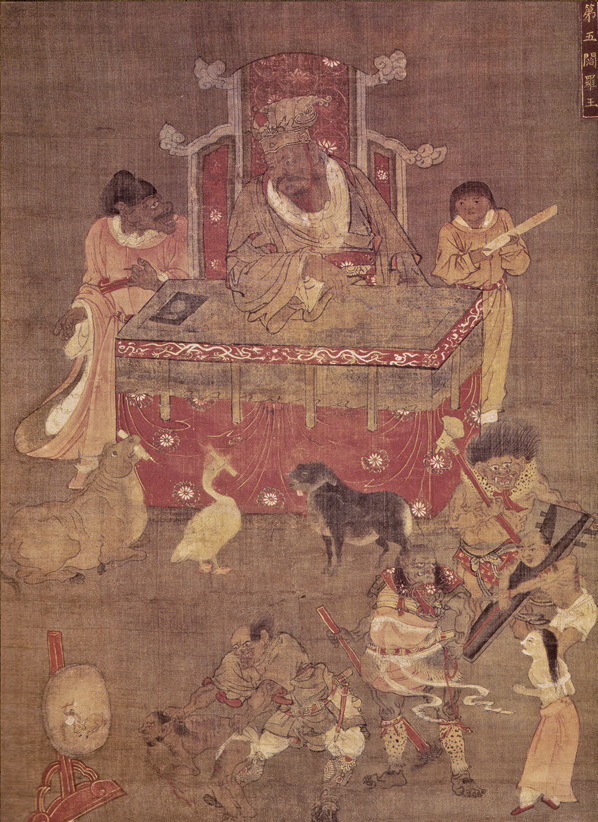
Un Roi des Enfers.

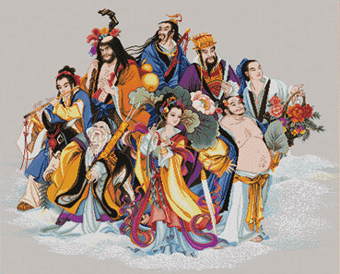
Les Huit Immortels.

Le terme bureaucratie céleste désigne une représentation des dieux de la religion chinoise qui les inscrit dans une sorte de hiérarchie comparable à celle des fonctionnaires et officiers de l’époque impériale. Il ne s’agit pas d’un système complet, universel et standardisé qui ferait de l’ensemble des dieux un panthéon structuré, mais du fait que presque toute divinité peut être considérée comme ayant virtuellement une position hiérarchique de type mandarinal.

## Authentiques fonctionnaires divins
En Chine, le monde divin ou celui des morts est souvent un miroir du monde réel ; il est donc naturel qu’on y retrouve les mêmes circonscriptions territoriales administrées par des dieux. Les plus importants cultuellement sont les dieux du Sol (quartier, village, champ ou cimetière) et les dieux de la muraille et des douves (villes ou quartiers autrefois murés). Moins souvent invoqués sont les Maîtres du terrain qui gouvernent un seul bâtiment. Le Seigneur du ciel ou l’Empereur de jade exercent sur l’ensemble des dieux un pouvoir semblable à celui du souverain.

## Divinités titrées
Des titres de mandarins ou d’officiers de la maison impériale, d’officiers militaires pour les dieux guerriers et de dames du palais pour les déesses étaient attribués aux divinités des temples les plus populaires, ou pour marquer l’intérêt de l'empereur pour la circonscription dans laquelle se trouvait le temple. Ces titres n’étaient pas donnés au dieu sur toute l’étendue de l’empire, mais uniquement à la version honorée dans le temple distingué par la faveur impériale. Toutes les versions n’étaient donc pas titrées ou portaient des titres différents, créant une hiérarchie entre différentes versions du dieu. À certaines périodes des Ming et des Qing, les dieux de la muraille et des douves recevaient un titre rigoureusement déterminé par l’importance administrative de leur ville.

## Un modèle commode
Très éclectique, le monde religieux chinois n’accorde guère d’importance au dogme et laisse une grande latitude d’interprétation personnelle au croyant. Le modèle supérieur hiérarchique / collaborateur permet d’associer naturellement des divinités d’origine différente ayant des fonctions semblables. Ainsi, le fait que Yanluowang issu du bouddhisme et Chenghuangye ancien dieu chinois prétendent tous deux juger les morts ne troublera pas le fidèle qui voit en eux deux collaborateurs supervisés par le Seigneur du ciel, par exemple. S’il se rappelle que le dieu taoïste d’importance secondaire Zhongkui a également le pouvoir de chasser les revenants indociles, il pourra en faire un policier divin au service du juge Yanluowang.

## Un copier-coller terre-ciel
« Au départ, les chinois avaient conçu l'organisation du Ciel et de la Terre comme les deux faces d'un même univers qui se recouvraient exactement, et donc chacune garantissait l'authenticité de l'autre. Sur terre on avait Zhōngguó (中国) « l'Empire du milieu », c'est-à-dire la Chine, entouré de royaumes tributaires ; de la même façon, au ciel existait un souverain du centre qui dominait l'ensemble, plus un souverain par orient ; un personnage était affecté à chacune de ces cinq charges. Il y avait correspondance entre ces deux empires. Celui de la terre devait ressembler à celui du ciel pour fonctionner avec la même régularité, qui est celle des mouvements de l'univers. Les troubles ou catastrophes s'expliquaient par un manquement à cette copie de l'Administration Céleste et constituaient un châtiment du ciel. Inversement, l'Empire Céleste avait été humanisé. Il était régi à tous les degrés par des Esprits ou Divinités qui étaient la plupart du temps des hommes affectés après leur mort à différentes charges pour les qualités dont ils avaient su faire preuve de leur vivant. Le passage entre ces deux mondes était assuré par le "Mandat du Ciel" conféré à l'Empereur terrestre tant que lui ou ses descendants étaient dignes de l'assumer. »
 En Chine, ces divinités n'étaient pas immortelles (du moins pas comme on l'entend), et pouvaient perdre leur place dans l'organisation céleste au profit d'autres jugées plus méritantes ; l'ancienne divinité perdait son titre et était "dégradée", promise à un rang inférieur, pour des fois disparaître totalement du paysage.

## Un Panthéon organisé
Des textes anciens, ainsi que des recherches ont quand-même pu établir qu'il existait une véritable organisation dans cette "bureaucratie" qui se voulait l'exemple d'un panthéon. Il serait trop hasardeux de citer un à un les noms des principales divinités qui peuplent le monde antique chinois, tant il en existe, mais tous s'accordent à dire que le "panthéon" s'organisait de la façon suivante :
D'après le sinologue et marionnettiste français, Jacques Pimpaneau dans son ouvrage "Chine, Mythes et dieux" :
- Au sommet trônait l'Empereur du Ciel ou « Empereur de Jade » ;
- Puis, on avait tout de suite au-dessous de lui (ou au-dessus), les « Trois Purs » ;
- On avait de bas en haut « les Huit Ministères des Trois Mondes » (Ciel, Hommes et Terre) ;
- les responsables des « Trois Montagnes » et des « Cinq Pics » (dont celui de l'Est qui supervisait les 18 Enfers) ;
- les Divinités Stellaires ;
- les Neuf Luminaires (qui gèrent les mois, jours, heures et le bonheur) ;
- les Quatre Gardes du Palais de l'Empyrée ;
- le Dieu de la Richesse et ses Quatre Subalternes (apportent les trésors, les richesses, l'argent et les bénéfices) ;
- les Quatre Rois Célestes (protecteurs des Directions) ;
- « les Dieux des Portes » ;
- les « Cinq Empereurs » ;
- les Trois Déesses du « Boisseau d'Or » ;
- le Dieu du Levant et du Couchant.

D'après le Père Henri Doré, dans son ouvrage « Recherches sur les Superstitions en Chine » (IIe partie "Le Panthéon chinois") en 7 volumes :
- « les Trois Saints » ;
- « les Trois Purs » ;
- « les Trois Nobles Bouddhas » ;
- « les Trois Principes » ;
- le Dieu de la Littérature et ses assistants ;
- le Dieu de la Guerre ;
- les Bouddhas, Poussahs et Saints du Bouddhisme ;
- les Dix Rois des Enfers ;
- les Immortels ;
- les Quatre Rois Célestes ;
- les Douze Esprits Stellaires ;
- les Dieux des Portes du Palais ;
- les Huit Ministères (Tonnerre, Médecine, Petite Vérole, Eaux, Feu, Épidémies, Temps) ;
- les Cinq Pics Sacrés ;
- les Dieux du Sol et de l'Agriculture ;
- les Dieux Protecteurs des Professions ;
- le Dieu du Bonheur ;
- le Dieu des Richesses ;
- le Dieu de la Longévité ;
- les Dieux des Portes ;
- les Cinq Saints ;
- les Cinq Empereurs ;
- les Divinités Stellaires et Planétaires.

ou plus simplement :
- Tome VI : Dieux des Lettrés ; l'Enfer Bouddhique, etc.
- Tome VII : les Bouddhas, Poussahs, etc.
- Tome VIII : Bonzes divinisés ; écoles bouddhiques.
- Tome IX : Dieux, etc. du taoïsme.
- Tome X : Ministères Transcendants.
- Tome XI : Dieux Patrons des Industries.
- Tome XII : Dieux Protecteurs et Patrons, Dieux composites, Divinités Stellaires.

D'après Wu Cheng En et son roman, le "Xiyouji" « le Voyage en Occident » :
- Bouddha, Bouddhas, Poussahs et Saints du Bouddhisme ;
- L'Empereur de Jade et l'Impératrice de l'Ouest ;
- les Trois Purs ;
- les Quatre Empereurs ;
- les Dieux des Cinq Éléments ;
- les Luminaires (Soleil et Lune) ;
- le Maréchal de la Voûte Céleste ;
- le Maréchal de la Bénédiction Céleste ;
- les Patrouilles (de Jour et de Nuit) ;
- les Douze Branches Horaires ;
- les Divinités Stellaires ;
- le Commandant en Chef des Armées Célestes ;
- les Quatre Rois Célestes ;
- les Quatre Gardiens du Temps ;
- les Quatre Maîtres Célestes ;
- les Cinq Portails ;
- les Rois-Dragons des Quatre Mers ;
- les Dix Rois des Enfers ;
- le Gardien des Dix-Huit Places ;
- le Dieu de la Cité ;
- le Dieu de la Terre ;
- le Dieu de la Montagne.

C'est le roman de Xǔ Zhòng Lín, le "Fengshenyanyi" « l'Investiture des dieux » enfin, qui le premier décrit à la fin, le mieux, la fonction de chaque futurs soldats morts au combat et promis au titre de divinités :
[...] Alors l'Empereur du Ciel créa les trois cent soixante-cinq fonctions pour les Génies, réparties en huit classes : celles supérieures, Tonnerre, Feu, Épidémies, Constellations, celles subalternes, les Génies des Étoiles, des Trois Monts et Cinq Pics Sacrés, les Génies dirigeant les Nuages et répartissant les Pluies, ceux distribuant Bonne ou Mauvaise Fortune. Après la destruction de la lignée de Chen Tang, Jiang Shang Zi ya devait procéder aux investitures. [...].
Le sinologue, Henri Maspéro, dans son ouvrage "Le Taoïsme et les religions chinoises" organise les dieux comme suit.
- II les Dieux Suprêmes

(L'Auguste de Jade,Yuhuang ; la Famille et la Cour de l'Auguste de Jade ; l'Administration et les Ministères Célestes) ;
- III les Dieux de la Nature

(le Soleil et la Lune ; la Dame qui en balayant fait le ciel serein ; Monseigneur le Tonnerre et la Mère des Éclairs ; la Pluie ; les Rois-Dragons, Longwang)
- IV les Dieux chargés des Groupements Administratifs

(le Grand Empereur du Pic de l'Est ; les Dieux des Circonscriptions Administratives ; les Dieux Familiers)
- V Dieux des Professions, des Métiers, des Corporations, etc

(les Mandarins Civils ; les Mandarins Militaires ; les Paysans ; les Marins : l'Impératrice du Ciel (Tianhou) ; les Commerçants et les Artisans)
- VI les Dieux chargés de s'occuper de l'homme individuellement

(Guandi ; le Seigneur Suprême du Ciel Sombre ; la Mère du Boisseau (Doumu) ; les Trois Agents (Sanguan) ; les Trois Étoiles (Dieux du Bonheur) ; les Dix-Huit Arhats et les Huit Immortels ; les Deux Protectrices Taoïque et Bouddhique des Femmes ; l'Immortel Zhang qui donne des enfants mâles ; les Dieux des Maladies et les Dieux Guérisseurs)
- VII les Dieux de l'Autre Monde

(les Dix Enfers et leurs Rois ; l'Existence des Âmes aux Enfers ; le Bodhisattva Dizang (Kshitigarbha) ; le Paradis d'Amitabha ; les Immortels et la Dame Reine de l'Occident, Xiwangmu).